# 高遠城
高遠城是日本古時的一座城堡，位於今長野縣伊那市高遠町。高遠城又名「兜山城」，築於天文十六年（1547年），現今僅餘城址。

## 觀光
高遠城址上種有數千株櫻花，每到春天櫻花盛開之際，放眼望去整個山頭一片粉紅，號稱「天下第一之櫻」，是有名的賞櫻勝地。

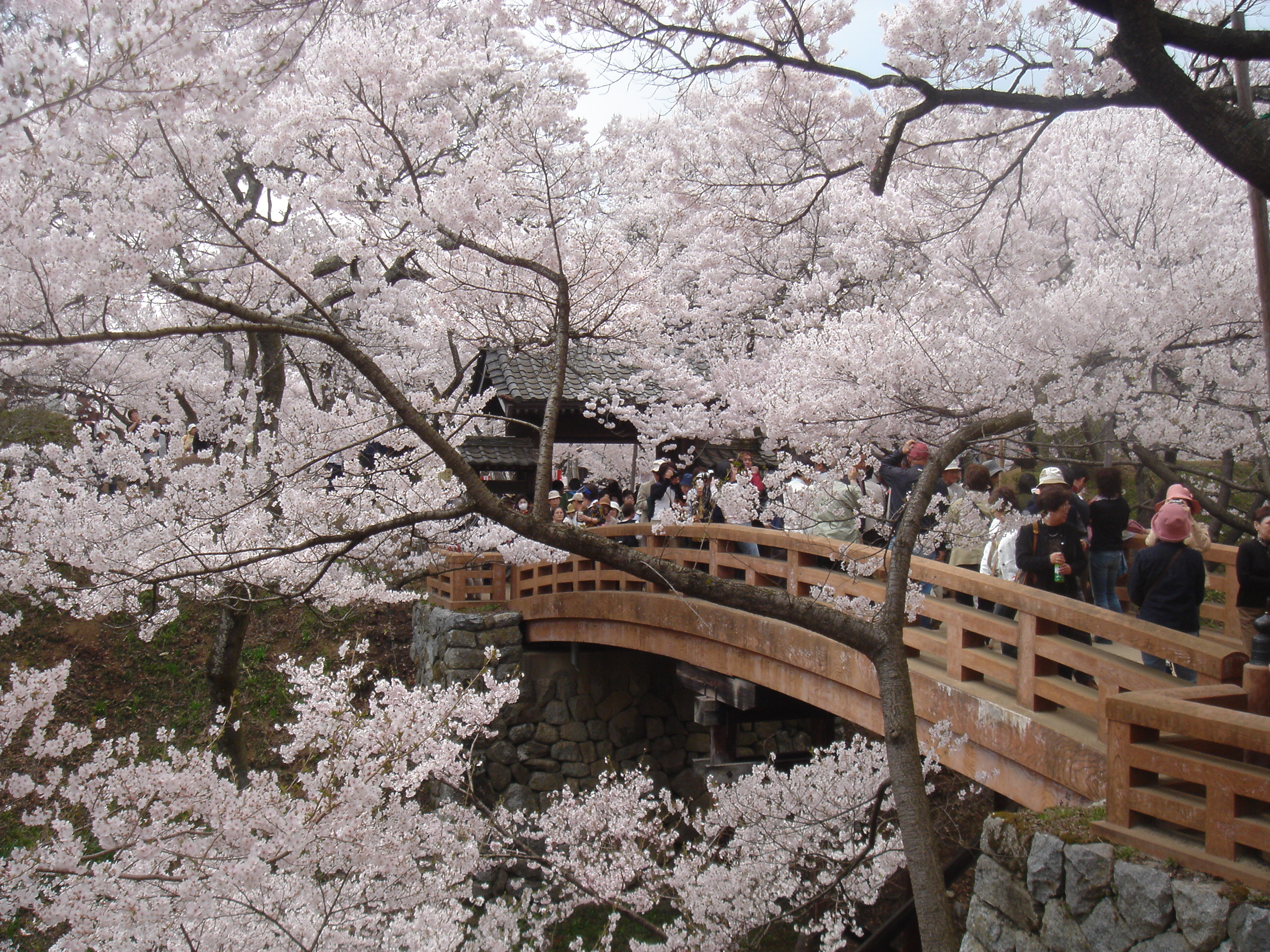
櫻花季節的城門